# Bror Emil Hildebrand
Bror Emil Hildebrand (22. februar 1806 – 30. august 1884) var en svensk numismatiker og historiker, far til Hans, Albin, Hildemar og Emil Hildebrand.
Hildebrand blev 1820 student i Lund og 1826 Dr. phil., 1830 docent i numismatik ved Lunds Universitet, 1833 amanuensis ved Vitterhetsakademien samt ekstraordinær kancellist i Rigsarkivet, 1837 rigsantikvar, fra hvilket embede han 1879 tog sin afsked. 1866 optogs han i Svenska Akademien.
Han har indlagt sig særdeles store fortjenester af ordningen og forøgelsen af Statens historiska museum i Stockholm, hvilke nu i righoldighed og videnskabelig betydning kan måle sig med de bedste udenlandske, men ved hans tiltrædelse kun talte et par hundrede sten- og bronzegenstande. Fra 1837 til sin død førte Hildebrand tilsynet med Rigsbankens mønt- og medaljesamling. Fra 1845 blev han år efter år udset til medlem af trykkefrihedskomiteen.
Af hans talrige arbejder turde de betydeligste være: Anglosachsiska mynt i svenska kongliga myntkabinettet, funna i svensk jord (1846, ny udgave 1881), Minnespenningar öfver enskilda svenska män och kvinnor (1860) og Sveriges och svenska konungahusets minnespenningar, praktmynt och belöningsmedaljer, 1—2 (1874—75). Hildebrand har tillige udgivet 3.—5. del af "Svenskt diplomatarium" (1842—65) og "Svenska sigiller från medeltiden" (1862—67) samt redigeret det af ham grundlagte "Antiquarisk tidskrift" 1864—80.